# La Boussac
La Boussac är en kommun i departementet Ille-et-Vilaine i regionen Bretagne i nordvästra Frankrike. Kommunen ligger i kantonen Pleine-Fougères som tillhör arrondissementet Saint-Malo. År 2022 hade La Boussac 1 250 invånare.

## Befolkningsutveckling
Antalet invånare i kommunen La Boussac
Referens:INSEE